# 小笠原気団
小笠原気団（おがさわらきだん）とは、北西太平洋のフィリピン海盆から小笠原諸島付近に位置する、高温・多湿な気団。熱帯海洋性気団に属する。日本では夏の南高北低の気圧配置に影響する。太平洋高気圧（北太平洋高気圧）の西部、いわゆる小笠原高気圧を構成している気団。

## 概要
5月から7月ごろにかけて徐々に発達していき、その勢力圏を北に広げていく。そのとき、この時期オホーツク海から日本付近に勢力を持つオホーツク海気団と衝突し、梅雨前線を形成して日本を始めとした東アジアの沿海部に梅雨をもたらす。
8月前半ごろにはオホーツク海気団は勢力も弱く位置も北寄りになるため、その時期2つの気団の境界となる北海道には明瞭な梅雨の雨が見られない。対する小笠原気団は8月前半ごろが最も勢力が強まる時期であり、その勢力圏を西日本や南西諸島まで広げる。
夏季はイラン付近に広大な低圧帯ができ、その低圧帯は中国付近まで広がっているため、高圧帯である小笠原高気圧から低圧帯に向かって、日本列島や朝鮮半島などの広範囲に南東の季節風が吹きつける。小笠原高気圧は小笠原気団によって構成されているため、吹き付ける季節風は高温・多湿であり、時折多くの雨をもたらす。ただし、小笠原気団は安定した気団であり、小笠原高気圧の勢力圏内では晴天が続く。
しかし、しばしば寒冷な気団が小笠原気団の北側から押してきたり、小笠原気団の上にのしかかったりすることがあり、そのときは大気が不安定となり、夕立が発生しやすくなる。また、小笠原気団の内部でも、熱せられた陸地（日本列島）から強い上昇気流が発生して夕立が発生することもある。
8月後半ごろから10月ごろにかけての時期は、再びオホーツク海気団が勢力を強めると同時に小笠原気団は勢力を弱め、秋雨前線を形成して日本付近に秋雨をもたらす。秋雨前線は徐々に南下し、10月後半ごろには日本の南東海上にまで退く。この時期はしばしば、2つの気団の間に、揚子江気団の性質を持った移動性高気圧が入り込み、秋晴れの晴天をもたらす。また、同じように2つの気団の間を台風が通過し荒天をもたらす。
冬には勢力を弱めて、小笠原気団はほぼ消滅する。しかし、春には再び勢力を強め始める。冬の時期に日本の天候に影響を与えたシベリア気団は次第に勢力を弱め、シベリア気団と小笠原気団の間に大きな隙間ができる。ここに揚子江気団の性質を持った移動性高気圧や低気圧が入り込み、日本付近は変わりやすい天気となる。